# 1872 au Nouveau-Brunswick
Chronologie du Nouveau-Brunswick
- 1868
- 1869
- 1870
- 1871
- 1872
- 1873
- 1874
- 1875
- 1876

Cette page concerne les événements survenus en 1872 dans la province canadienne du Nouveau-Brunswick.

## Événements
- Le procureur général du Nouveau-Brunswick George Edwin King, à l'origine du « Common School Act », est élu avec le slogan « Vote for the Queen against the Pope ».
- 3 au 5 juin : Amos Edwin Botsford est le premier néo-brunswickois nommé président du Sénat du Canada.
- 5 juillet : George Edwin King succède à George Luther Hathaway au poste de premier ministre du Nouveau-Brunswick.
- 20 juillet au 12 octobre : à l'élection générale canadienne, les libéraux remportent 9 sièges dans la province, les libéraux-conservateurs 3, les conservateurs 2, et sont élus 1 député indépendant et 1 libéral indépendant.

## Naissances
- 1er janvier : Télésphore Arsenault, député.
- 18 janvier : Duncan Hamilton McAlister, député.
- 26 octobre : Alfred Bourgeois, député.

## Décès
- 5 juillet : George Luther Hathaway, premier ministre du Nouveau-Brunswick.
- 14 juillet : John Bolton, député.